# Rinsumageast
Rinsumageast (en néerlandais : Rinsumageest) est un village de la commune néerlandaise de Dantumadiel, dans la province de Frise.

## Géographie
Le village est situé dans le nord de la Frise, à l'ouest de Damwâld. Il est bordé au nord par le Dokkumer Ie.

## Histoire
De 1851 à 1881, Rinsumageast est le chef-lieu de la commune de Dantumadiel.

## Démographie
Le 1er janvier 2018, le village comptait 1 120 habitants.